# Веприк (приток Вары)
Веприк (укр. Веприк) — левый приток Вары, протекающий по Погарскому (Брянская область, Россия) и Новгород-Северскому (Черниговская область, Украина) районам.

## География
Длина — 4,3 км.
Русло слабо-извилистое. Пойма занята очагами заболоченных участков с тростниковой растительностью, лесов.
Река берёт начало в Погарском районе у административной границы Погарского района с Стародубским — юго-восточнее посёлка Барбино (Стародубский район). Река течёт на юго-восток, пересекает государственную границу России и Украины. Впадает в Вару севернее села Красный Хутор (Новгород-Северский район).